# Карпели (Мордовский район)
Карпели — село в Мордовском районе Тамбовской области России.
Входит в Мордовский поссовет.  До 2010 года являлось административным центром Карпельского сельсовета.

## География
Расположено на реке Малый Эртиль, в 8 км к юго-востоку от райцентра, посёлка городского типа (рабочего посёлка) Мордово, и в 92 км к юго-западу от центра города Тамбова.

## Население
| 2002 | 2010 |
| ---- | ---- |
| 472  | ↘393 |

Согласно результатам переписи 2002 года, в национальной структуре населения русские составляли 98 % от общего числа жителей.